# Čajkov
Čajkov é um município da Eslováquia, situado no distrito de Levice, na região de Nitra. Tem 23,94 km² de área e sua população em 2018 foi estimada em 951 habitantes.

## Demografia
| Ano:        | 1994 | 2004   | 2014   | 2024   |
| ----------- | ---- | ------ | ------ | ------ |
| Broj ljudi: | 1081 | 1034   | 978    | 930    |
| Razlika:    |      | -4,34% | -5,41% | -4,90% |

| Ano:               | 2023 | 2024   |
| ------------------ | ---- | ------ |
| Número de pessoas: | 933  | 930    |
| Diferença:         |      | -0,32% |